# Plebiscyt Przeglądu Sportowego 1926
1. Plebiscyt Przeglądu Sportowego na najlepszego sportowca Polski zorganizowano w 1926 roku.

## Wyniki
1. Wacław Kuchar – piłka nożna, lekkoatletyka i inne (3255 głosów)
2. Halina Konopacka – lekkoatletyka (3033)
3. Antoni Cejzik – lekkoatletyka (2859)
4. Stefan Kostrzewski – lekkoatletyka (2613)
5. Stanisław Czetwertyński – tenis (2601)
6. Henryk Choiński – sport motocyklowy (2430)
7. Adam Królikiewicz – jeździectwo (1836)
8. Bolesław Orliński – lotnictwo sportowe (1824)
9. Józef Lange – kolarstwo torowe (1803)
10. Józef Kałuża – piłka nożna (1764)